# Lygodactylus klugei
Lygodactylus klugei este o specie de șopârle din genul Lygodactylus, familia Gekkonidae, descrisă de Smith, Martin și Swain 1977. Conform Catalogue of Life specia Lygodactylus klugei nu are subspecii cunoscute.